# 保罗·埃米利奥·塔维亚尼
保罗·埃米利奥·塔维亚尼（義大利語：Paolo Emilio Taviani，1912年11月6日—2001年6月18日），意大利的政治家、历史学家、经济学家，意大利共和国内政部部长、财政部部长、国防部部长、对外贸易部部长。